# Ko-iwa
Ko-iwa är en kulle i Antarktis. Den ligger i Östantarktis. Norge gör anspråk på området. Toppen på Ko-iwa är 92 meter över havet.
Terrängen runt Ko-iwa är kuperad. Havet är nära Ko-iwa åt nordväst. Trakten är obefolkad. Det finns inga samhällen i närheten.